# Liriomyza xanthocera
Liriomyza xanthocera is een vliegensoort uit de familie van de mineervliegen (Agromyzidae). De wetenschappelijke naam van de soort is voor het eerst geldig gepubliceerd in 1909 door Czerny in Czerny & Strobl.